# Буцкий, Алексей Саввич
Алексей Саввич Буцкий (1919—2004) — советский военачальник, генерал-лейтенант. Первый заместитель начальника Главного штаба РВСН СССР (1960—1976). Лауреат Ленинской премии (1974).

## Биография
Родился 22 августа 1919 года на хуторе Козлов, Ставропольской губернии.
С 1936 году призван в ряды РККА и направлен для обучения в Московское артиллерийское училище РККА. С 1938 по 1941 год проходил службу в этом училище в должности командира взвода курсантов. С 1941 по 1945 год участник Великой Отечественной войны в составе 28-й стрелковой дивизии в должностях командира роты и артиллерийской батареи, командира дивизиона и начальника штаба 112-го артиллерийского полка. участвовал в Великолукской наступательной операции, Невельско-Городокской операции, Мадонской операции и Рижской операции. Воевал на Калининском, 1-м Белорусском и 2-м Прибалтийском фронтах.
С 1945 по 1947 год служил в составе ГСВГ в должностях старшего офицера и начальника оперативного отделения штаба артиллерии 47-й армии. С 1947 по 1952 год обучался на командном факультете наземной артиллерии Военной артиллерийской инженерной академии имени Ф. Э. Дзержинского. С 1952 по 1954 год — командир артиллерийского полка и начальник штаба артиллерийской дивизии РВГК. С 1954 по 1955 год — командир артиллерийской бригады РВГК. В 1955 году окончил академические курсы при Военной артиллерийской инженерной академии имени Ф. Э. Дзержинского. С 1955 по 1956 год — начальник штаба Научно-исследовательского испытательного полигона № 5 Министерства обороны СССР. С 1956 по 1959 год — начальник штаба Государственного центрального полигона Министерства обороны СССР. С 1959 по 1960 год — начальник 27-го Учебного артиллерийского полигона.
С 1960 по 1975 год — первый заместитель начальника Главного штаба РВСН СССР, занимался внедрением в войска РВСН средств управления и связи для применения космической техники, был одним из организаторов специальных частей
космического назначения. С 1961 года А. С. Буцкий являлся руководителем Государственной комиссии по испытаниям и принятию на вооружение космической системы связи «Корунд», за что в 1974 году был удостоен Ленинской премии. С 1962 году был участником секретной операции «Анадырь», за участие в которой был награждён орденом Красной Звезды.
С 1975 года в запасе. С 1975 года на научно-исследовательской работе в Московском научно-исследовательском институте радиосвязи и в Конструкторском бюро общего машиностроения при Министерстве общего машиностроения СССР.
Скончался 7 февраля 2004 года в Москве, похоронен на Ваганьковском кладбище.

## Высшие воинские звания
- Генерал-майор артиллерии (25.05.1959)
- Генерал-лейтенант (19.02.1968)[6]

## Награды
- четыре ордена Красного Знамени (29.03.1945, 19.05.1945, 30.12.1956, 24.11.1967)
- Орден Александра Невского (17.02.1943)
- Орден Отечественной войны I степени (12.10.1943)
- Орден Трудового Красного Знамени (21.02.1974)
- четыре ордена Красной Звезды (19.11.1951, 26.06.1959, 17.06.1961, 01.10.1963)
- Медаль «За боевые заслуги» (05.11.1946)[7]
- Ленинская премия (1974 — за создание системы спутниковой связи «Корунд»)[1][2][3][4].